# Лагариш (Фелгейраш)
Лагариш (порт. Lagares) — район (фрегезия) в Португалии, входит в округ Порту. Является составной частью муниципалитета Фелгейраш. По старому административному делению входил в провинцию Дору-Литорал. Входит в экономико-статистический субрегион Тамега, который входит в Северный регион. Население составляет 2526 человек на 2001 год. Занимает площадь 2,52 км².